# Banjar Sugihan
Banjar Sugihan is een bestuurslaag in het regentschap Soerabaja van de provincie Oost-Java, Indonesië. Banjar Sugihan telt 10.792 inwoners (volkstelling 2010).